# روكا دي بابا

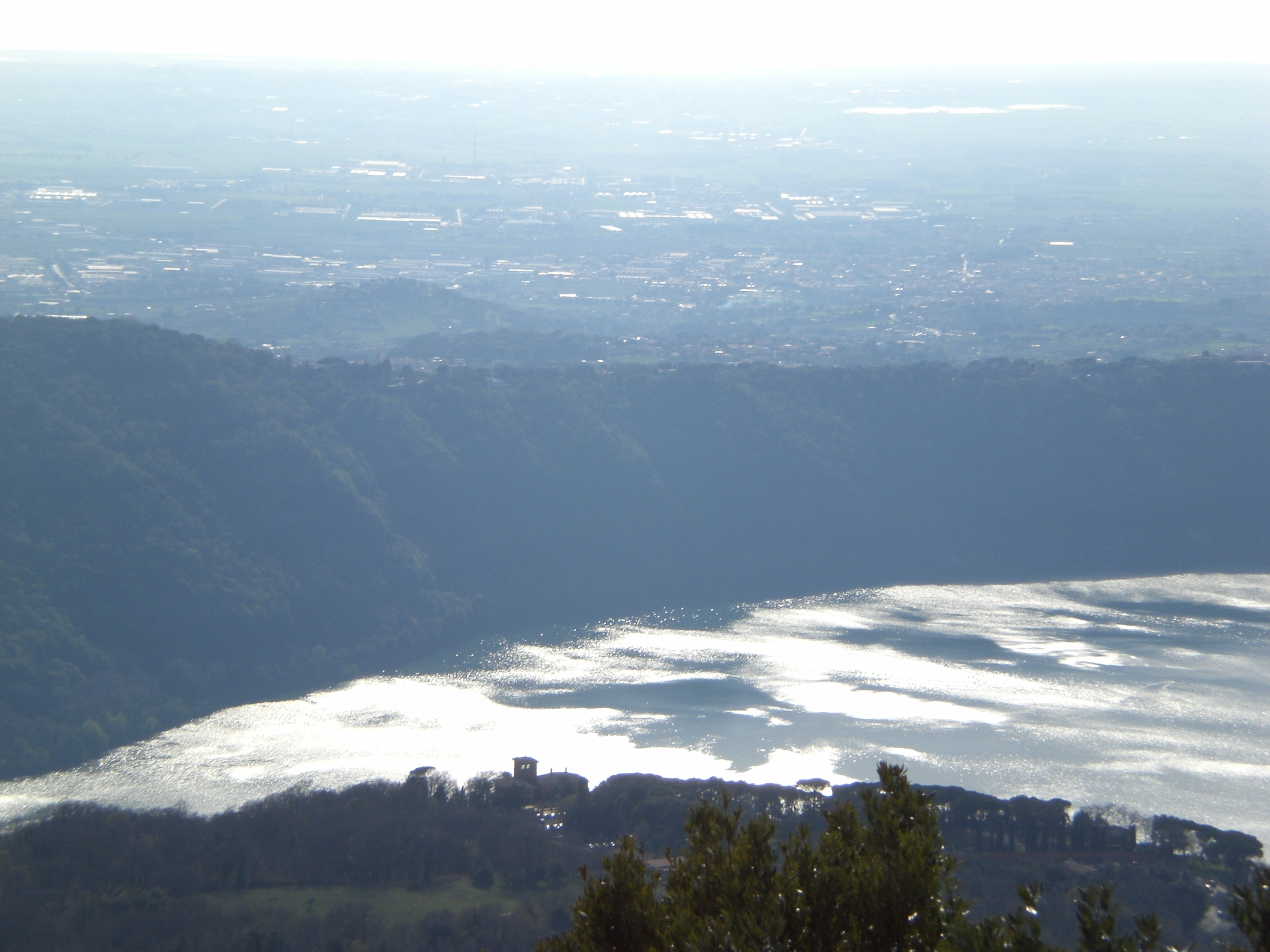
دير بالازولا.

روكا دي بابا (Roman Castles Romanesco : 'A Rocca) هي بلدة صغيرة تقع في العاصمة روما، في اقليم لاتسيو الإيطالي، كما انها إحدى كاستيلي روماني، والتي تبعد بما يقارب 25 كيلومتر (16 ميل) جنوب شرق عن روما على تلال ألبان، وهي قريبه من االبلدات الأخرى ك Velletri وRocca Priora و Monte Compatri وGrottaferrata وAlbano وMarino، كما انها أيضا مركز المنتزه الإقليمي المعروف باسم "Parco Regionale dei Castelli Romani".

## تاريخها
والمدينة مبنية على موقع المدينة اللاتينية كابوم.
كما ان هناك وثائق يؤرخ تاريخها من القرن الثاني عشر باسم روكا دي بابا في ك كاستروم روسي دي بابا («صخرة قلعة البابا»)، فقد عاش البابا يوجين الثالث هناك، وفي عام 1541، دمر بيير لويجي فارنيزي والقوات الفرنسية القلعة، وفي عام 1855، أعلنت المدينة «جمهورية روكا دي بابا» انها ضد الأمير كولونا والولايات البابوية.
في عام 1889، بني «المرصد الجيوديناميكي الملكي» على قمة روكا دي بابا، وهو بالقرب من كنيسة تعرف بكنيسة المصلوب الصغيرة، وما بين عامي 1922 و 1935، أجرى العالم غولييلمو ماركوني عدة تجارب من هذا المبنى في إرسال الراديو والإرسال اللاسلكي والبث.
وفي عام 1944 اثناء الحرب العالمية الثانية، قُصفت روكا دي بابا، مما أدى إلى تدمير وسط المدينة، فقد تعرضت لغارة جوية سقط جراءها 34 قتيلاً، وفي 25 مايو تعرضت لغارة جوية أخرى ادت إلى 35 قتيلاً، وفي 4 يونيو لعام 1944، حُررت المدينة من الاحتلال الألماني النازي من قبل فرقة المشاة 85 التابعة لجيش الولايات المتحدة.
وفي شهر يونيو لعام 2019، أدى انفجار عرضي في مبنى البلدية إلى مقتل العمدة إيمانويل كريستيني ورجل آخر، وإصابة عدة اشخاص آخرين.

## المعالم السياحية الرئيسية
- القلعة البابوية، المعروفة منذ العصور الوسطى ولكن تم ترميمها في شكلها الحالي في عهد البابا بول الثالث.
- سانتواريو مادونا ديل توفو
- كييزا ديل كروسيفيسو
- كنيسة أسونتا ، التي بنيت في القرن الثامن عشر. إنه مخصص للافتراض، وأعيد بناؤه بعد زلزال 1806 بحجم أكبر.
- فونتانا ديلا باركاشيا
- Quartiere dei Bavaresi ، بناه رجال الميليشيات البافارية التي تركها الإمبراطور لويس الرابع في عام 1328.
- عبر ساكرا (الطريق المقدس لمونتي كافو).
- دير بالازولو ، يقع على قمة صخرة تهيمن على الشاطئ الشرقي لبحيرة ألبانو. تم تحويل المباني الرومانية القديمة (في الموقع الذي وضع فيه بعض العلماء البالونجا القديمة) إلى أديرة وكنيسة مخصصة للقديسة ماري في بالاتيولو . يوجد في بستان الدير نصب قبر يعود إلى القرن الثاني قبل الميلاد به هرم سلم. حاليًا، ينتمي الدير والكنيسة إلى الكلية الإنجليزية.

## اقتصادها
يقوم اقتصاد روكا دي بابا في الغالب على السياحة والزراعة اولا، ويحل ثانيا إنتاج النبيذ والكروم.

## ثقافة أهل المنطقة

### المهرجانات
وأهم مهرجان يقام في روكا دي بابا هو مهرجان Roast Chestnut، ويقام هذا المهرجان نهاية الأسبوع الثالث من شهر أكتوبر لكل سنة، حيث يُتناول الكستناء المشوي ("Rocchicianelle") مع نبيذ Castelli Romani الذي يُسكب للماره في المدرجات في شوارع المدينة.

### المتحف الجيوفيزيائي
يعرض المتحف الجيوفيزيائي حقائق علمية حول باطن الأرض، كما أن للمتحف أدوات الحفظ والوثائق العلمية للجيولوجيا والجغرافيا وفيزياء الأرض.

### مرصد فلكي
المرصد الفلكي "Franco Fuligni"، الواقع في فرازيوني في فيفارو، وهو منشئة عامه، متاح لمن يهتم بعلم الفلك سواً كان من هواة مراقبة السماء، أو الفضوليين، أو علماء الفلك الهواة، أوالمجموعات والطلاب.

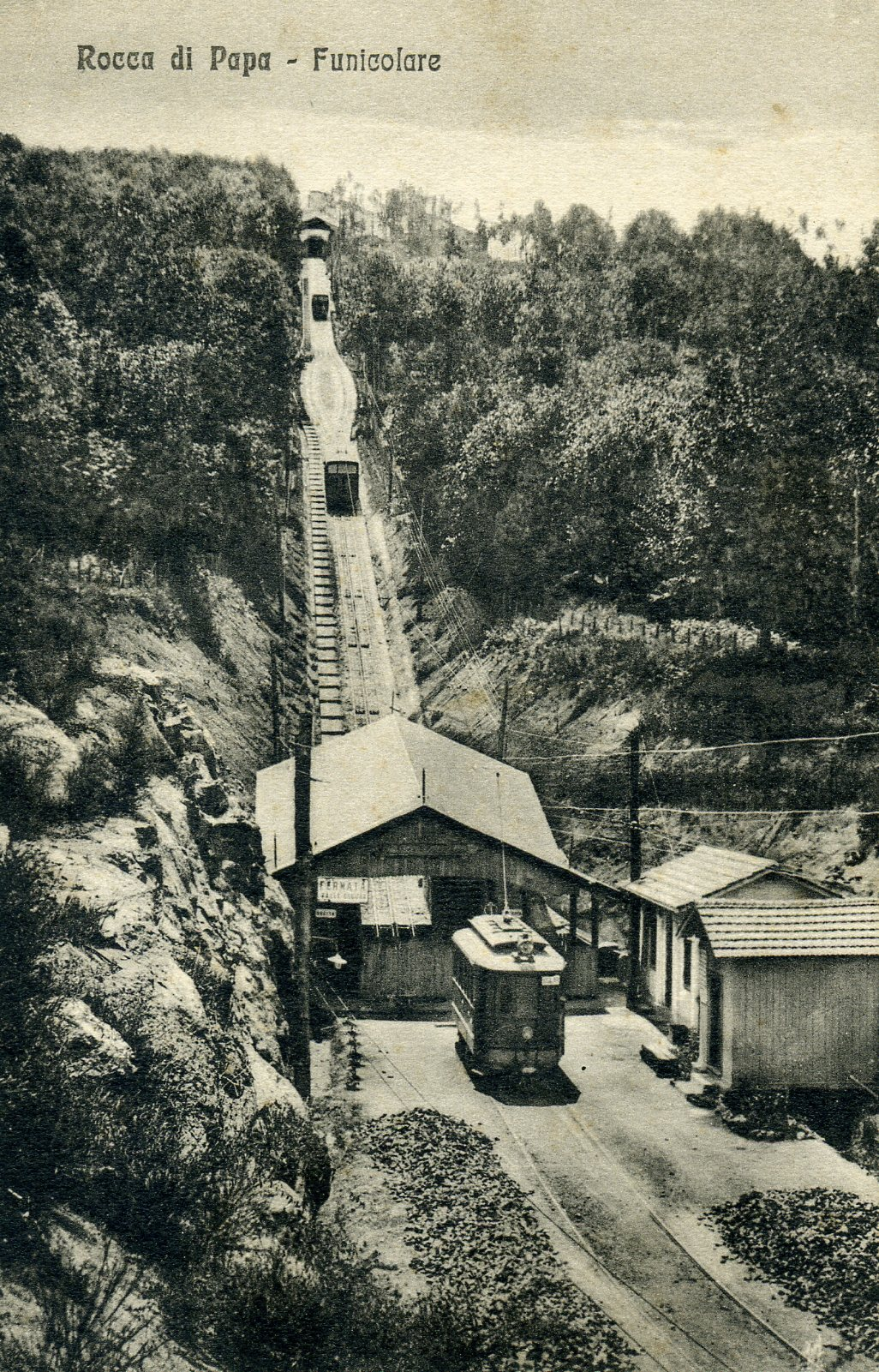
القطار الجبلي المائل روكا دي بابا 1907 ، محطة "فالي أوسكورا".

## رياضات
يوجد بها المركز الاتحادي للفروسية CONI - Pratoni del Vivaro، ويقع على تلة في وسط مزرعة «دوماتور» الجماعية، فمنذ عام 1960، عندما جُهزت المعدات الخاصة بسباقات ركوب الخيل للألعاب الأولمبية، أصبحت مركزًا لبطولات الفروسية ومكانًا لتجمع راكبي الخيل، ثم حُسنت المعدات لاحقا فقد تم توسيعها لتشكل مكانًا مناسبًا لإعداد أفضل راكبي الخيول، مما يوفر مسارًا ممتازًا مع كل أنواع الصعوبات والعقبات.

## المواصلات
تم افتتاح القطار الجبلي المائل على طراز جبال الألب في روكا دي بابا في 12 أغسطس 1907 (على الرغم من أنه قد بدأ العمل فعلياً في 10 أكتوبر 1906)، وقد ربط القطار "Valle Oscura" بـ "Viale Silvio Spaventa" وكان القطار يعمل بمبدأ موازنة الصابورة المائية، والذي تم تنظيمه أيضًا وفقًا لعدد الركاب.
وفي 28 يوليو 1932، فُكك القطار الجبلي المائل Valle Oscura ، ثم اُفتتح قطار جبلي مائل كهربائي جديد، مما ربط محطة "Valle Vergine" (تسمى أيضًا Anello) بـ "Piazza Margherita" (والذي سمي لاحقًا بـ Piazza della Repubblica)، وظل القطار الكهربائي يعمل حتى 15 ديسمبر 1963 وذلك قبل إفساح المجال لوسائل النقل الجديدة، ولا تزال المحطة العلوية، التي أصبحت فيما بعد محطة للحافلات، تحوي مقصورة من القطار الجبلي المائل الكهربائي الذي كان يستخدم لنقل الركاب لمدة ثلاثين عامًا، اما المقصورة السفلية فقد أحرقت جزئيًا وذلك جراء اندلاع حريق في عام 2003.
وبعد أن خصصت حكومة منطقة لاتسيو رسمياً ميزانية قدرها 6 ملايين يورو لإعادة فتح القطار الجبلي المائل، بدأ العمل لإعادة بناء القطار الجبلي المائل في 29 أكتوبر 2013، وذلك بعد ما يقارب نصف قرن منذ إغلاقه، كما يشمل المشروع إعادة بناء القطار الجبلي المائل في موقعه الاول، فضلاً عن أعمال الوصول المرتبطة به وإنشاء طريق وصول لربط المحطة بالطريق الرئيسي بين روكا دي بابا وغروتافيراتا.
ورُبطت Rocca di Papa أيضًا بروما عن طريق خط ترام Castelli Romani ، الذي فكك في الستينيات والذي اُستبدل بخدمة الحافلات، ووُفر اتصال الطريق المباشر إلى روما من خلال SS511 Anagnina State Road وعن طريق Via dei Laghi (طريق SS217 State سابقًا)، وأقرب محطة سكة حديد لها هي محطة فراسكاتي.

## الناس
- ماسيمو تاباريلي (1798-1866) الماركيز دازيجليو، رجل دولة إيطالي، روائي ورسام
- نحات فيلهلم أشترمان (1799-1884)
- رودي لا سكالا (1954-) مغني وملحن
- لويس رينسر (1911-2002) كاتب
- دومينيكو توجيتي (روكا دي بابا 1807 - سان فرانسيسكو 1892) رسام
- أنيتا إيكبرج (مالمو 1931 - 2015 روكا دي بابا) ممثلة
- جورجيو باسلاوسكي (روما 1998) لاعب محترف في عالم الدبابات
- كيارا لوبيتش (ترينتو 1920- روكا دي بابا 2008) مؤسس حركة فوكولاري المسكونية.
- دادا (روكا دي بابا) Streamer presso twitch.tv